# 6600ボルト
6600ボルト（ろくせんろっぴゃくぼると）は、ミュージシャンであり画家でもある伝説のロッカー「山部善次郎」を追った下本地崇監督による日本映画。2015年公開。

## ストーリー
14歳の時に高圧電線で6600ボルトに感電、左目と鼻を失い、少年期に壮絶な治療生活を過ごした山部善次郎。その後、満足のいく治療、顔の整形には至らずとも音楽への情熱、また家族や仲間の存在で次第に乗り越え、博多のロックの隆盛期を根底から支える伝説のロッカーと呼ばれるまでになる。しかし数々の逸話の裏側には彼の心を蝕む6600ボルトの消えない傷があることを知ることに。そしてその傷は2011年の東日本大震災へと重なって行く。